# Homalium glabrifolium
Homalium glabrifolium är en videväxtart som beskrevs av Geddes. Homalium glabrifolium ingår i släktet Homalium och familjen videväxter. Inga underarter finns listade i Catalogue of Life.